# تی‌ام ۱۵۱۷
تی‌ام ۱۵۱۷ (انگلیسی: TM ۱۵۱۷) یک جمجمه و فک پایین متعلق به Paranthropus robustus (پرامردم تناور) است که در کرومدرای آفریقای جنوبی توسط رابرت بروم در سال ۱۹۳۸ کشف شد. این فسیل با انسان‌ها دارای برخی ویژگی‌ها است، مانند لوله‌های گوش آن که در زیر استخوان گونه قرار دارند و فورامن مگنوم جلوی آن، نشان‌دهنده وضعیت عمودی‌تری نسبت به برخی از میمون‌های آفریقایی است. در مقایسه با Australopithecus (جنوبی‌کپی)، ساختار نسبتاً بزرگتر و قوی تر، صورت صاف و نیش کوچکتر دارد.